# Kilsyth Parish Church

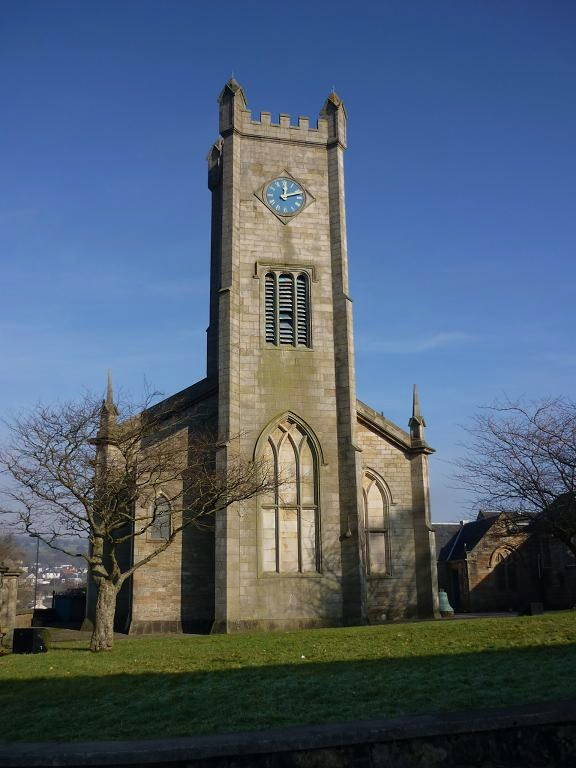
Kilsyth Parish Church

Die Kilsyth Parish Church, auch Kilsyth Burns and Old Parish Church, ist ein presbyterianisches Kirchengebäude der Church of Scotland in der schottischen Stadt Kilsyth. Es liegt westlich des Stadtzentrums an der Kreuzung zwischen Backbrae Street und der Findlay Street. 1979 wurde die Kilsyth Parish Church in die schottischen Denkmallisten in der Kategorie B aufgenommen. Die Kirche ist heute noch als solche in Verwendung.

## Geschichte
Nach der Reformation wurde im Jahre 1560 eine Kirche in Kilsyth errichtet. Diese befand sich auf dem Alten Friedhof Kilsyths etwa 600 m südlich und bot Raum für 600 Personen. Nach einem jahrzehntelang schwelenden Konflikt spaltete sich die Kirchengemeinde von der Church of Scotland ab und wandte sich der Relief Church zu. Auf Grund der wachsenden Zahl an Kirchgängern, wurde zu Beginn des 19. Jahrhunderts ein Neubau erforderlich. Die heutige Kilsyth Parish Church wurde 1812 fertiggestellt und bietet 793 Personen Platz. Als Architekt war ein Herr Shepherd für die Planung verantwortlich. Den Glockenturm stiftete der Großgrundbesitzer Charles Edmonston. 1835 wurde die Beleuchtung von Öllampen auf Gasbeleuchtung umgestellt. 1880 stiftete Archibald Edmonston die Kanzel und sechs Jahre später wurde das Harmonium installiert, ein Geschenk von G. A. Whitelaw.
1889 wurden umliegende Ländereien aufgekauft und auf diesen 1901 eine Gemeindehalle errichtet. In den 1920er Jahren stiftete H. Stenhouse eine Erweiterung der Gemeindehalle. 1929 vereinigte sich die Kirche wieder mit der Church of Scotland. 1932 wurden Teile des Innenraums erneuert. Zum 150-jährigen Bestehen des Gebäudes erfolgte eine Erneuerung des Treppenaufgangs zur Galerie und eine umfassende Renovierung des Vestibüls. 1975 erfolgte eine Zusammenlegung der heutigen Kilsyth Parish Church mit der Burns Church zur Kilsyth Burns and Old Parish Church. Die verzierten Fenster der Burns Church wurde in der Folge in die Kilsyth Parish Church integriert. Die alte Burns Church wurde schließlich 2002 abgerissen. Ihre Glocke befindet sich heute vor der Kilsyth Parish Church. Nahebei markiert ein Stein den Sterbeort eines Covenanters aus der Schlacht von Kilsyth im Jahre 1645. Ein modernes Beschallungssystem wurde 2007 installiert.